# 살룸
이스라엘의 살룸(히브리어: שַׁלּוּם 샬룸, "응징", 기원전 8세기 중반 활동)은 북이스라엘 왕국의 15대 왕으로, 야베스의 아들이며, 기원전 752년에 한 달 동안 통치했다.

## 성경에서

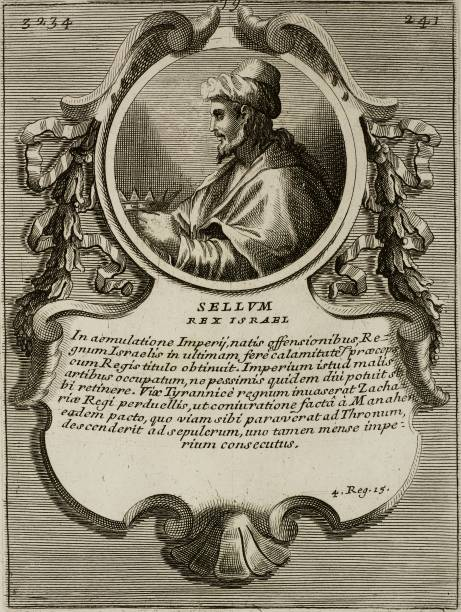
바르톨로메오 가이의 《에피토메 히스토리코-크로놀로지카》(1751, 로마)에 나오는 이스라엘의 살룸

원래 즈가리야 왕의 군대 대위였던 살룸은 "즈가리야를 대적하여 반역하고 백성 앞에서 그를 쳐죽이고 그를 대신하여 왕이 되었다"(2열왕 15:10). 그는 사마리아에서 "한 달 동안" (2열왕 15:13)만 통치하다가 즈가리야 군대의 또 다른 대위였던 므나헴이 일어나 살룸을 죽였다(2열왕 15:14-17). 므나헴은 그 후 살룸을 대신하여 왕이 되었다.
열왕기 (열왕기하 15장 10, 13-14절)에는 살룸의 아버지가 야베스로 기록되어 있다. 그러나 이 구절은 지명을 언급하여 살룸이 야베스라는 도시의 "아들"임을 나타낼 수도 있다. 이 관점에 따르면 살룸은 길르앗 야베스 출신일 수 있다. 이 도시는 성경 본문에 여러 번 언급된다. 판관기 (21장)에는 도시의 남자 주민들이 살해되고 그들의 처녀들이 베냐민 지파 남자들에게 아내로 주어졌다.
사무엘기에는 길르앗 야베스가 나하스 (암몬)와 그의 군대에 의해 포위되어 있다. 사울이 이스라엘 군대를 이끌고 도시를 구출하면서 포위가 풀린다. 이 승리로 사울은 이스라엘의 정당한 왕으로 인정받게 되는데, 이전에 그의 왕위 주장은 거부되었기 때문이다. 사울이 죽었을 때, 그의 시신은 블레셋인에게 끌려가 벳 스안의 성벽에 매달렸다. 길르앗 야베스 사람들은 결국 사울과 그의 아들들의 시신을 수습하는 데 성공했다. 도시는 시신을 화장하고 뼈를 묻었다.

## 유대 고대사에서
살룸은 또한 플라비우스 요세푸스가 그리스어로 쓴 역사서 《유대 고대사》에도 그리스화된 이름인 그리스어: Σελλούμ과 그리스어: Σελλήμ으로 묘사되어 있다. 요세푸스는 주로 이름의 굴절형인 "셀레모스"(Sellëmos, 그리스어: Σελλήμου)를 사용한다. 살룸의 아버지인 야베스의 이름은 그리스화되어 "야베소스"(Jabësos)가 되었다.
성경과 모순되게, 요세푸스는 살룸을 그의 전임자인 즈가리야 (이스라엘 왕국)의 친구로 묘사한다. 요세푸스는 친구에게 배신당하고 살해당하는 즈가리야를 묘사함으로써 그의 암살의 비극성을 의도적으로 고조시킨다. 요세푸스는 요아스 (유다 왕국)와 아마지야도 각각 친구들에게 암살당한 희생자로 묘사한다.
암살 장소는 성경 본문에 불분명하게 남아 있으며, 다양한 그리스어 번역본에서는 그 장소를 이블르암 또는 케블람(그리스어: 'Ιεβλαάμ 또는 그리스어: Κεβλαάμ)으로 식별한다. 요세푸스는 사건의 장소를 단순히 언급하지 않는다.
요세푸스의 서술에서 살룸은 즈가리야를 살해하고 이스라엘의 권력을 장악하며 30일 동안 통치한다. 이 위치에서 성경은 예후 가문 (즈가리야로 대표되는)이 네 세대만 통치할 것이라는 예언이 성취되었다고 말한다. 요세푸스는 이 예언에 대한 언급을 생략한다. 요세푸스는 또한 살룸의 권력 중심지가 사마리아 도시였으며, 살룸이 유다 왕국의 군주 우찌야의 39년 통치 기간에 왕위에 올랐다는 성경 정보를 생략한다. 요세푸스는 이스라엘의 마지막 몇몇 군주에 대한 서술을 간략하게 줄이는 경향이 있으며, 므나헴과 호세아에 대해서만 상세한 서술을 남긴다.
요세푸스의 서술은 다음으로 므나헴을 그리스화된 이름 마나에모스(그리스어: Μαναῆμος)로 소개한다. 그는 스트라테고스라는 그리스 칭호로 식별되는데, 이는 장군으로 번역된다. 요세푸스의 서술에서 므나헴은 "타르세"(Tharsë, 그리스어: Θαρσῆ, 디르사 도시로 식별됨)라는 도시에 거점을 둔 장군으로 묘사된다.
서술에서 므나헴은 즈가리야가 암살되었다는 소식을 듣고 전 군대를 이끌고 사마리아로 가서 살룸을 대면한다. 요세푸스는 이로써 성경 본문보다 사건에 대해 더 자세하고 그럴듯한 설명을 제공하는데, 성경에서는 므나헴이 홀로 행동하는 것처럼 보인다.

## 역사
윌리엄 F. 올브라이트는 그의 통치 기간을 기원전 745년으로, 후커는 747년으로 보았다. E.R. 씰레는 기원전 752년이라는 날짜를 제시한다.